# Moacir
Moacir es una película argentina dirigida por Tomás Lipgot sobre guion de Javier Zevallos que se estrenó el 2 de febrero de 2012 y que tuvo como protagonistas a Moacir dos Santos y Sergio Pángaro.

## Sinopsis
En una pieza descascarada, no más amplia que una celda, Moacir recibe al músico Sergio Pángaro -anteojos negros, bigote anchoíta, parquedad- y planifican la grabación de un disco, con canciones de Moacir Dos Santos, cuyo nivel de entusiasmo es sólo equiparable con el de su simpatía, su candidez (para ser entusiasta se necesita ser cándido), su extravagancia sin impostación. El motor ficcional que es dicha grabación se va transformando en un hecho verdadero, mientras vamos conociendo la vida y pensamientos de Moacir.

## Producción
De Moacir dos Santos es un genuino artista popular brasileño que nació en una familia de muy humilde condición y se crio en la favela. Lo que sabe de música lo aprendió en el morro o en las calles donde a veces ganaba algunas monedas ayudando a sus hermanos mayores. Primero escuchaba cantar a otros, sea viejos éxitos que están en la memoria popular, sea modestas creaciones que trataban de emular a los consagrados. Vino a la Argentina casi 30 años atrás en busca de trabajo y registró en Sadaic una docena de canciones propias; debió caminar mucho para procurarse el alimento diario y tampoco la salud mental lo acompañó: estuvo diez años internado en el hospital Borda, donde lo conoció a Tomás Lipgot, que lo eligió para su documental ‘’Fortalezas’’ (2010), donde reunía historias de personas recluidas en instituciones, pero cuando volvió para hacer un filme entero, no lo encontró: Moacir había encontrado la fortaleza para resistir. Así, había obtenido el alta médica y un subsidio habitacional y a los 68 años vivía en una pensión en el barrio de Constitución.

## Reparto
- Moacir dos Santos ... Él mismo
- Sergio Pángaro ... Él mismo
- Cristina Garland
- Renato Dos Santos

## Críticas
Para Fernando López, crítico de La Nación, “Moacir conserva la ilusión intacta; por fin cumplirá su sueño. Humilde como es y agradecido como está, hasta despuntará en él alguna pizca de ingenuo divismo cuando se sienta protagonista. Y cantará, con toda su voz y sus sinceros arranques de histrionismo sambas y boleros clásicos y varias obras de su autoría, entre ellas la muy pegadiza Marcha do travesti. El film se beneficia con la frescura y la naturalidad de su protagonista; lo muestra en su pequeño mundo, descubre el lugar decisivo que la música ha tenido en su vida y escucha con respeto y espíritu solidario el relato de sus desdichas, de la empeñosa lucha que lo llevó a valerse otra vez por sí mismo y de la felicidad que le produce ahora ver algo de su viejo sueño finalmente cumplido. Haber captado esa emoción y transmitirla sin artificios es el principal mérito del film, que incluye un clásico de Paulinho da Viola ("Foi um rio que passou em minha vida") y el samba con el que Salgueiro ganó el carnaval de 1969 ("Bahia de todos os deuses"). El final es una fiesta con el encantador clip de Gabriel Grieco sobre la linda marcha de Moacir que bien merecería ser incorporada al repertorio clásico del carnaval.”
Por su parte Miguel Frías opinó en Clarín que “con inteligencia y amor por su personaje, Lipgot evita la mirada burlona, la piadosa, la pedagógica. Permite que el verborrágico Moacir hable a través de palabras, pero mucho más a través de acciones. Lipgot podría haber hecho una película volcada hacia el pleno humor (como la recomendable Sueños de Polvorón ) o la oscura emotividad. Pero optó por un cálido, íntimo retrato que avanza hacia el cenit casi sin rispidez. El final, suerte de estallido rítmico, no incluye moralejas sino puro goce dionisíaco, único antídoto posible, carnaval.”